# Namakkal (Distrikt)
Der Distrikt Namakkal (Tamil: நாமக்கல் மாவட்டம்) ist ein Distrikt des indischen Bundesstaates Tamil Nadu. Verwaltungszentrum ist die namensgebende Stadt Namakkal, die größte Stadt ist Tiruchengode. Der Distrikt Namakkal hatte bei der Volkszählung 2011 eine Fläche von 3.420 Quadratkilometern und rund 1,7 Millionen Einwohner.

## Geografie

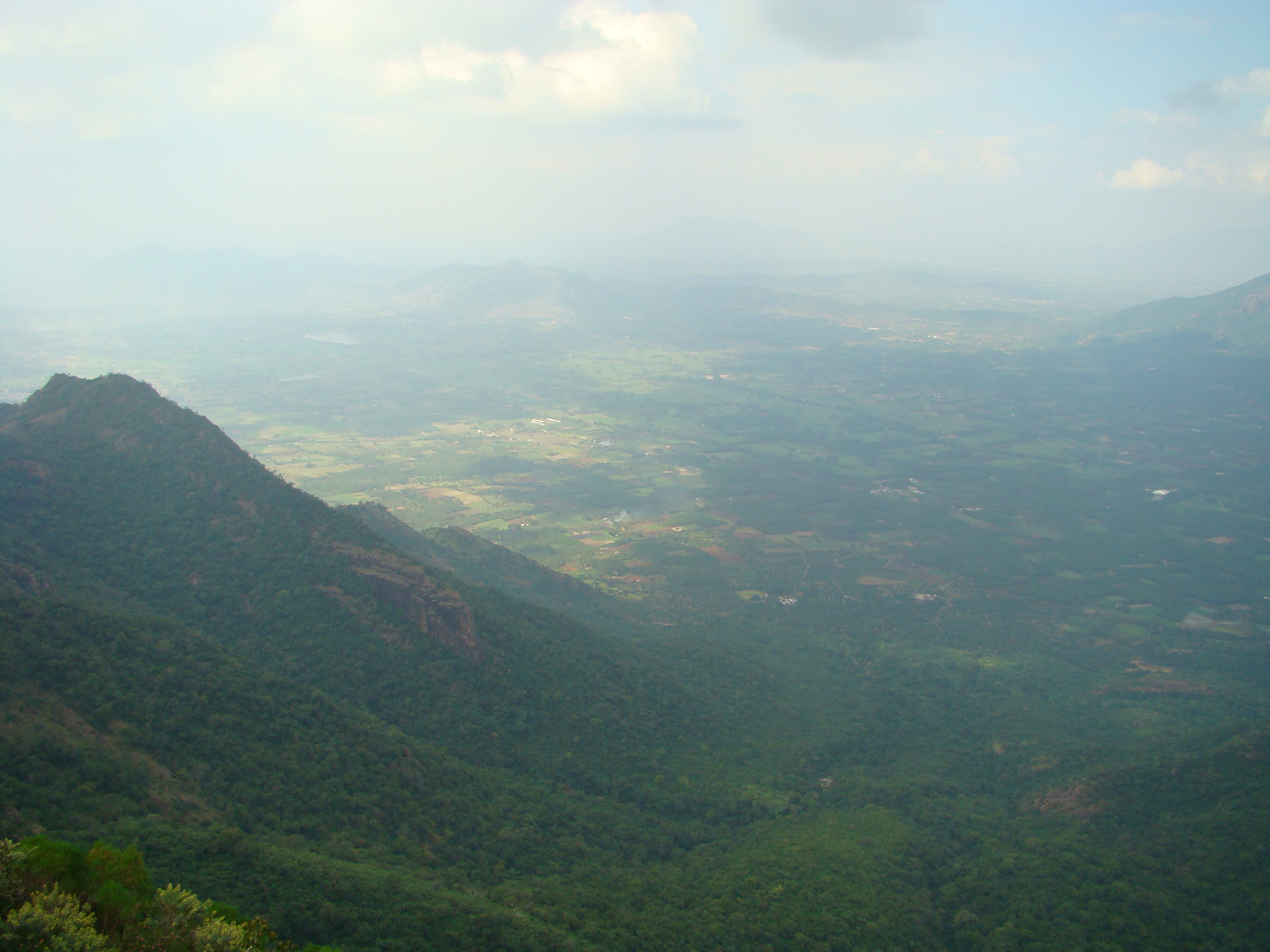
Ansicht der Kolli-Berge

Der Distrikt Namakkal liegt im nördlichen Binnenland Tamil Nadus. Nachbardistrikte sind Salem im Norden, Tiruchirappalli im Osten, Karur im Süden und Erode im Westen.
Die Fläche des Distrikts Namakkal beträgt 3.420 Quadratkilometer. Im Westen und Südwesten bildet der Kaveri-Fluss die Grenze des Distrikts. Der westliche Teil des Distrikts ist überwiegend eben, doch erheben sich hier und da einzelne steile Felsen wie der Burgberg von Namakkal-Stadt oder der Tempelberg von Tiruchengode. Im östlichen Teil des Distrikts liegen die Kolli-Berge, ein bis zu 1.400 Meter hoher isolierter Ausläufer der Ostghats.
Im Distrikt Namakkal herrscht ein wechselfeuchtes Tropenklima vor. Die Jahresmitteltemperatur in Namakkal beträgt 28,3 °C, das Jahresmittel des Niederschlages liegt bei 764 mm. Die meisten Niederschläge fallen während des Nordostmonsuns im Oktober und November. Auch während des Südwestmonsuns im August und September kommt es zu Regenfällen.

## Geschichte

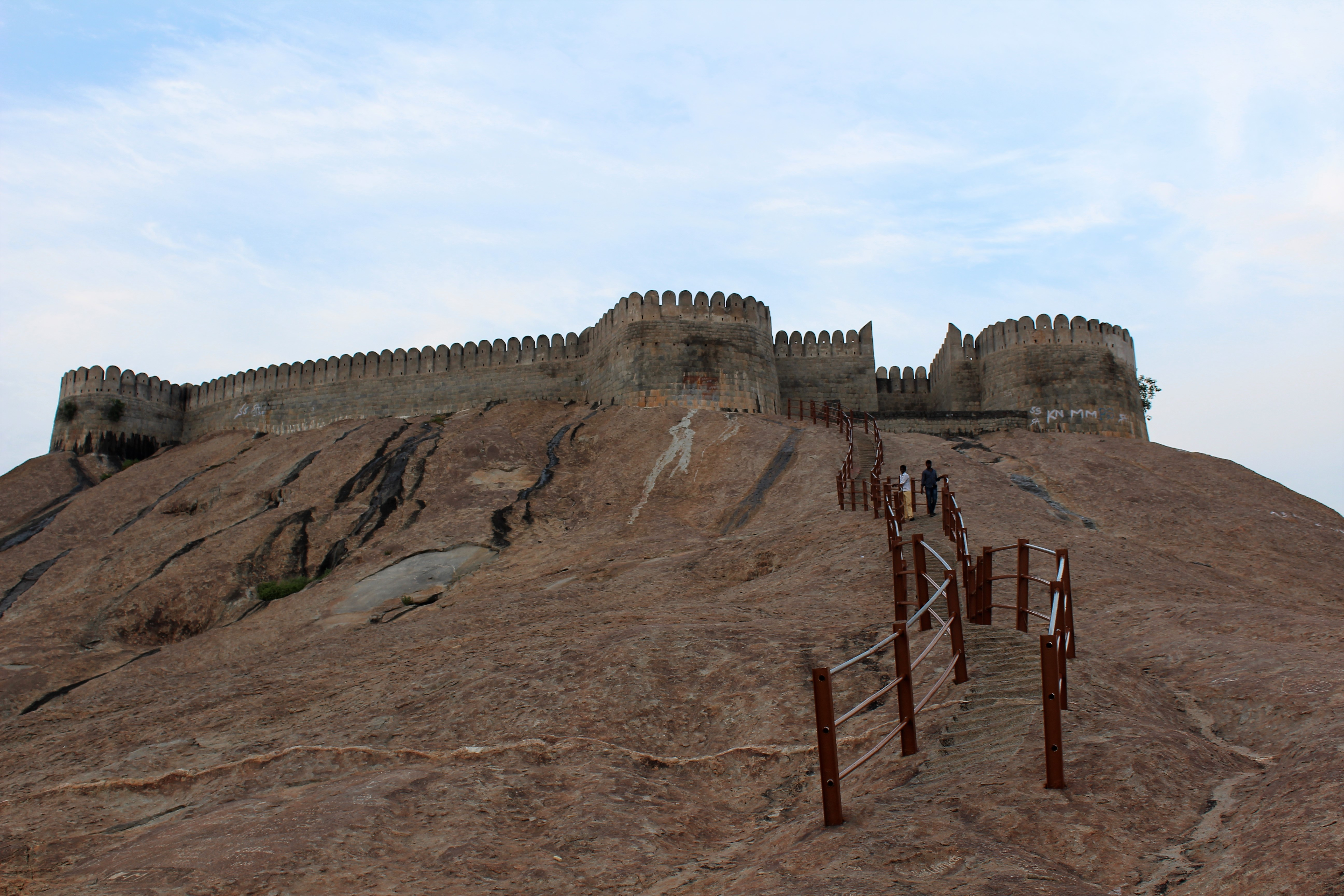
Fort Namakkal: seit dem 17. Jahrhundert Machtzentrum der Region

Das Gebiet von Namakkal stand im Laufe seiner Geschichte unter der Herrschaft wechselnder Dynastien. Wohl im frühen 17. Jahrhundert entstand unter der Ägide von Ramachandra Nayaka, einem Statthalter der Nayaks von Madurai, eine Festung in Namakkal. Die Festung wurde in der Folgezeit von den muslimischen Sultanen von Bijapur und Golkonda, den Königen von Mysore sowie den Marathen beherrscht. Die Truppen der Britischen Ostindien-Kompanie eroberten Namakkal 1768 im Ersten Mysore-Krieg, verloren die Stadt aber kurz darauf wieder an Hyder Ali. Am Ende des Dritten Mysore-Krieges musste Tipu Sultan von Mysore 1792 die Gegend von Namakkal aber an die Kompanie abtreten. Die Briten gliederten das Gebiet als Teil des Distrikts Salem in die Provinz Madras ein. Nach der indischen Unabhängigkeit 1947 kam das Gebiet zum Bundesstaat Madras, der 1956 nach den Sprachgrenzen des Tamil neu formiert und 1969 in Tamil Nadu umbenannt wurde. Als eigenständiger Distrikt entstand der Distrikt Namakkal am 1. Januar 1997 durch Abspaltung vom Distrikt Salem.

## Bevölkerung
Bei der indischen Volkszählung 2011 hatte der Distrikt Namakkal 1.726.601 Einwohner. Die Bevölkerungsdichte lag mit 505 Einwohnern pro Quadratkilometer etwas unter dem Mittelwert des Bundesstaates (555 Einwohner pro Quadratkilometer). 40 Prozent der Einwohner des Distrikts Namakkal lebten in Städten. Der Urbanisierungsgrad war damit etwas niedriger als im Durchschnitt Tamil Nadus (48 Prozent). Die Alphabetisierungsquote lag mit 75 Prozent unter dem Mittelwert Tamil Nadus (80 Prozent).
Die große Mehrheit der Einwohner des Distrikts sind Hindus. Nach der Volkszählung 2011 machten sie 96,9 Prozent der Bevölkerung aus. Nur kleine Minderheiten bekannten sich zum Islam (1,9 Prozent) oder Christentum (1,0 Prozent).
Die Hauptsprache im Distrikt Namakkal ist wie in ganz Tamil Nadu das Tamil. Bei der Volkszählung 2001 wurde es von 86,4 Prozent der Einwohner des Distrikts als Muttersprache gesprochen. Daneben gab es eine größere Minderheit von Sprechern des Telugu (9,8 Prozent). Kleinere Minderheiten stellten die Sprecher des Kannada (2,2 Prozent) und Urdu (1,1 Prozent) dar.
Bei der Volkszählung 2011 waren 20,0 Prozent der Einwohner des Distrikts Angehörige registrierter niederer Kasten (Scheduled Castes) und 3,3 Prozent Angehörige der registrierten Stammesbevölkerung (Scheduled Tribes). Zu letzteren gehören die in den Kolli-Bergen siedelnden Malayali.

## Verwaltungsgliederung

### Taluks
Der Distrikt Namakkal war im Jahr 2022 in acht Taluks gegliedert: Namakkal, Rasipuram, Tiruchengode, Paramathivelur, Kolli Hills, Sendamangalam, Kumarapalayam und Mohanurgode.

### Städte
Im Distrikt Namakkal gab es im Jahr 2011 389 Dörfer und 24 Städte (5 Municipalities, 19 Town Panchayats). Letztere sind mit Einwohnerzahlen 2011 im Folgenden aufgeführt.
Municipalities
- Kumarapalayam (71.594)
- Tiruchengode (95.335)
- Pallipalayam (40.140)
- Rasipuram (50.244)
- Namakkal (55.145)

Town Panchayats
- Alampalayam (20.286)
- Athanur (9.827)
- Erumaipatti (12.085)
- Kalappanaickenpatti (10.831)
- Mallasamudram (18.007)
- Mohanur (14.315)
- Namagiripettai (21.250)
- Padaiveedu (10.451)
- Pandamangalam (7.259)
- Paramathi (11.986)
- Pattinam (8.912)
- Pillanallur (11.181)
- Pothanur (18.455)
- R. Pudupatti (7.478)
- Seerapalli (12.403)
- Senthamangalam (19.750)
- Velur (25.012)
- Venkarai (9.330)
- Vennanthur (14.568)

## Sehenswürdigkeiten

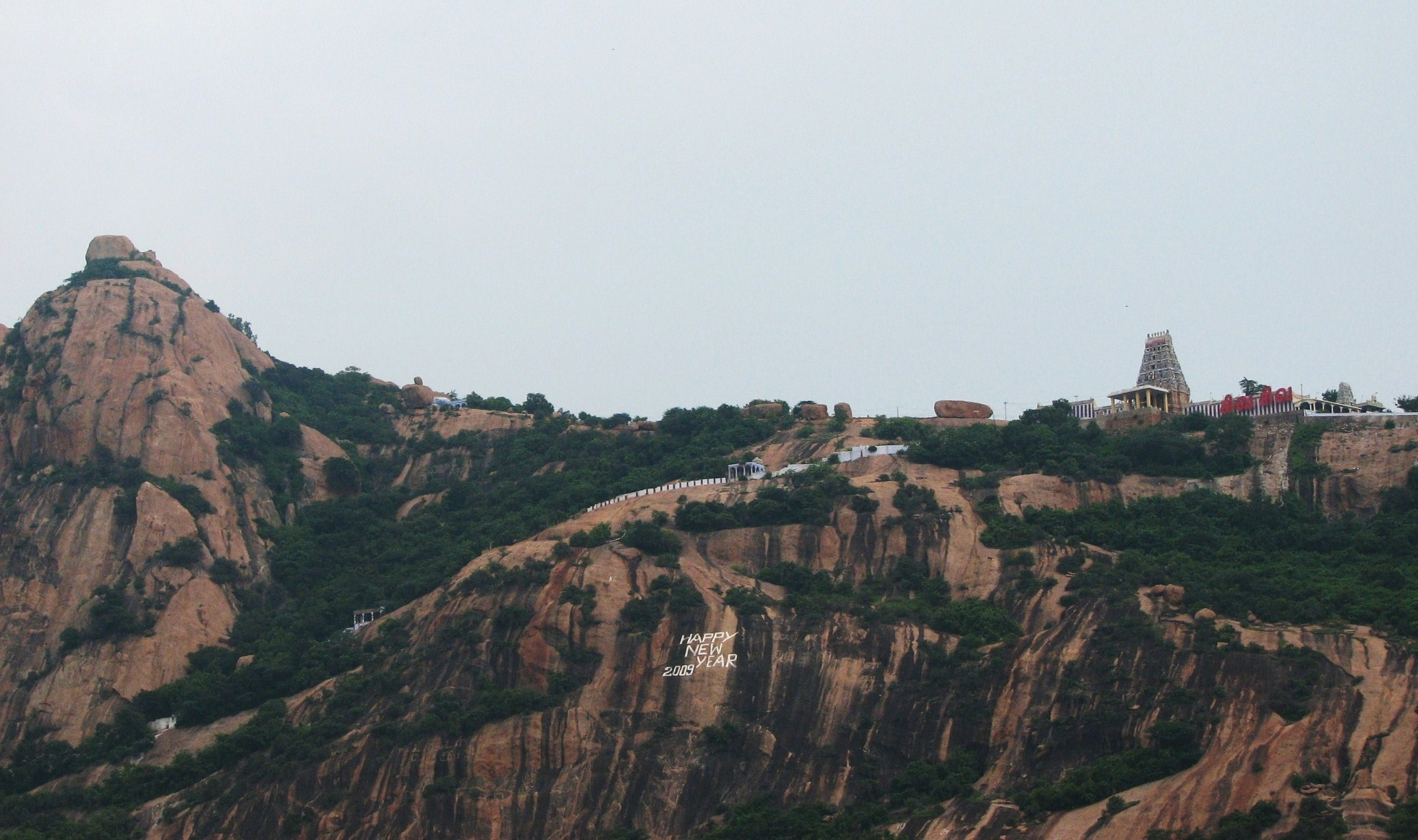
Der Tempel von Tiruchengode

Der Distrikt Namakkal liegt abseits der Touristenrouten, doch bestehen Bestrebungen, die Kolli-Berge als Reiseziel für die zahlreichen Inlandstouristen, die in den heißen Monaten Bergorte aufsuchen, zu etablieren. In der Stadt Tiruchengode befindet sich auf einem Felsen ein wichtiger Tempel, der dem Hindu-Gott Shiva in seiner Form als Ardhanarishvara (halb Mann, halb Frau) geweiht ist. Hauptsehenswürdigkeit von Namakkal-Stadt ist das aus dem 17. Jahrhundert stammende Fort Namakkal. In der Stadt Namakkal befinden sich ebenfalls zwei überregional bekannte Tempel: der Narasimhaswamy-Tempel ist Narasimha, einer Inkarnation Vishnus geweiht und der Anjaneyar-Tempel ist ein Tempel des Gottes Hanuman.